# Struktura Kościoła Adwentystów Dnia Siódmego w RP

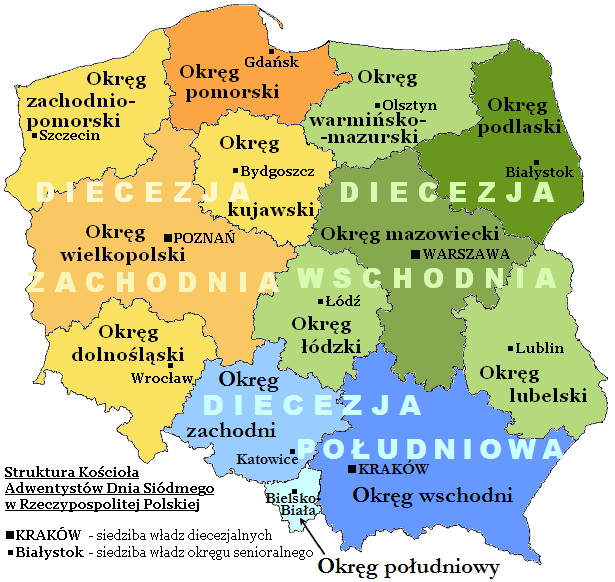
Podział administracyjny Kościoła Adwentystów Dnia Siódmego w RP

Kościół Adwentystów Dnia Siódmego w RP – podzielony jest na 3 diecezje, które z kolei są podzielone na 13 okręgów, łącznie zrzeszające 113 zborów i 24 grupy. Na czele każdej diecezji stoi pastor przewodniczący diecezji, natomiast na czele każdego okręgu – pastor-senior.
W 2017 roku Kościół zrzeszał 5796 ochrzczonych wiernych, a licząc łącznie z dziećmi i sympatykami 9660 osób.

## Struktura
- Diecezja południowa (siedziba w Krakowie, łącznie 50 zborów i 3 grupy):
  - Okręg zachodni – 17 zborów i jedną grupę
  - Okręg wschodni – 20 zborów i 2 grupy.
  - Okręg południowy – 13 zborów

- Diecezja wschodnia (siedziba w Warszawie, łącznie 32 zbory i 14 grup):
  - Okręg lubelski – 5 zborów i 3 grupy
  - Okręg łódzki – 7 zborów i 1 grupa
  - Okręg mazowiecki – 12 zborów i 3 grupy
  - Okręg podlaski – 5 zborów i 4 grupy
  - Okręg warmińsko-mazurski – 3 zbory i 3 grupy

- Diecezja zachodnia (siedziba w Poznaniu, łącznie 31 zborów i 7 grup):
  - Okręg dolnośląski – 8 zborów
  - Okręg kujawski – 6 zborów
  - Okręg pomorski – 5 zborów i 2 grupy
  - Okręg wielkopolski – 7 zborów
  - Okręg zachodniopomorski – 5 zborów i 5 grup